# Perspective démographique
Une perspective démographique est un scénario d'évolution des populations futures en effectifs et en composition basé sur des hypothèses concernant le plus souvent les fondamentaux du renouvellement de cette population à savoir la fécondité, la mortalité et les migrations.
La perspective démographique se distingue de la projection démographique car elle repose sur des hypothèses possibles tandis que la projection présente l'ensemble des calculs concernant l'évolution attendue.